# Riddarholmen

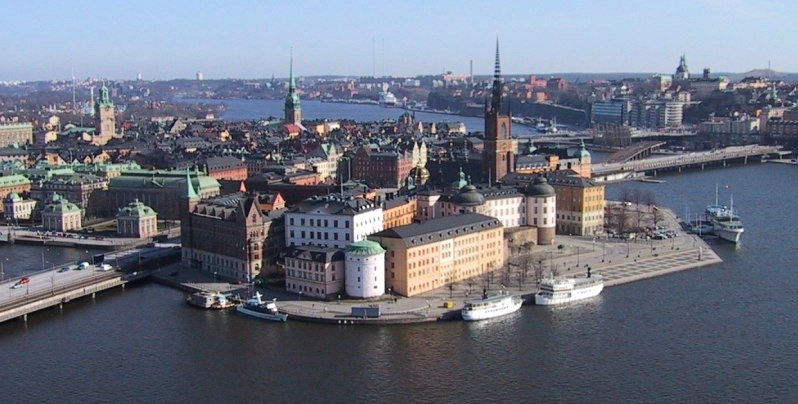
Riddarholmen vista en primer pla, darrere Kungsholmen

Riddarholmen, literalment l''illot dels cavallers', és una petita illa del centre d'Estocolm, a Suècia. Forma part del Gamla Stan, la vella ciutat d'Estocolm, i alberga nombrosos hotels de luxe del segle xvii. La principal atracció de l'illa és la seva església, Riddarholmskyrkan, que va ser el lloc oficial de soterrament dels reis suecs des del segle xvi. La costa occidental de l'illa oferix una vista excepcional sobre la badia de Riddarfjärden, així com sobre l'Ajuntament d'Estocolm. Una estàtua de Birger Jarl, considerat el fundador de la ciutat, es troba sobre una columna al nord de Riddarholmskyrkan.